# Sokratis Sinopoulos
Sokratis Sinopoulos (griechisch Σωκράτης  Σινόπουλος, * 1974 in Athen) ist ein griechischer Musiker (Lyra, Komposition).

## Leben und Wirken
Sinopoulos, der in Athen aufwuchs, lernte zunächst das klassische Gitarrenspiel. Daneben sang er im Kinderchor und wurde er in byzantinischer Musik und traditionellen Volksliedern unterrichtet. Ab 1988 unterwies ihn Ross Daly auf der politiki (πολίτικη λύρα aus Konstantinopel stammenden) Lyra und der griechischen Laute; ein Jahr später trat Sinopoulos in dessen Gruppe „Labyrinthos“ ein, mit der es auch zu Plattenaufnahmen kam. In den nächsten Jahren wirkte er in verschiedenen Genres, von volkstümlicher Musik über Jazz bis hin zu zeitgenössischer Kunstmusik. Er nahm an Konzerten in vielen Teilen der Welt teil, etwa mit Charles Lloyd und Maria Farantouri; er ist auch auf Alben des Orchestra of Colours sowie von Loreena McKennitt, Eleni Karaindrou, Katerina Papadopoulou und Ara Dinkjian zu hören.
Nach einer Begegnung mit dem Pianisten Yann Keerim gründete Sinopoulos 2011 ein eigenes Quartett, das sich zunächst der Interpretation griechischer Volksmelodien widmete, bevor es sich zeitgenössischer Musik zuwandte, die Sinopoulos selbst komponierte; das Debütalbum der Gruppe ist 2015 bei ECM Records erschienen. Auch arrangierte er für Christina Pluhar. Er lehrt an der Fakultät für Musikwissenschaften und Kunst der Universität Makedonien in Thessaloniki.

## Preise und Auszeichnungen
1999 wurde Sinopoulos mit dem nationalen Melina-Mercouri-Preis für Nachwuchskünstler ausgezeichnet.

## Diskographische Hinweise
- Derya Türkan, Sokratis Sinopoulos Letter from Istanbul (Golden Horn 2001)
- Eight Winds (ECM 2015, mit Yann Keerim, Dimitris Tsekouras, Dimitris Emmanouil)[3]
- Charles Lloyd Wild Man Dance (Blue Note 2015)
- Jean-Guihen Queyras, Sokratis Sinopoulos, Bijan & Keyvan Chemirani Thrace: Sunday Morning Sessons (Harmonia Mundi 2016)[4]
- Under the Rose Tree. Songs from the Greek Musical Traditions (Saphrane 2018; rec. 2010, mit Yann Keerim, Dimitris Tsekouras, Dimitris Emmanouil)
- Metamodal (ECM 2019, mit Yann Keerim, Dimitris Tsekouras, Dimitris Emmanouil)[5]